# Jankendi
Jankendi (en azerí: Xankəndi) o Stepanakert (en armenio: Ստեփանակերտ; o también conocida como Vararakn), es la ciudad más grande del Alto Karabaj, en Azerbaiyán.Fue la capital de la República de Artsaj hasta 2023. Tras la Ofensiva azerí sobre Artsaj de 2023, Azerbaiyán conquistó la región, llevando a la capitulación de la república, y actualmente se encuentra bajo su control desde el 29 de septiembre de 2023. Desde la disolución de la Unión Soviética, el control del área fue objeto de disputa entre Azerbaiyán y Armenia. La población era de aproximadamente 75 000 personas de origen armenio hasta 2021 antes de la Éxodo de los armenios del Alto Karabaj en 2023. Era un ciudad fantasma abandonado durante un año; Azerbaiyán comenzó a establecer nuevos residentes permanentes en la ciudad en septiembre de 2024 con la apertura de la Universidad de Karabaj.

## Historia

### Fundación y era soviética
De acuerdo con fuentes armenias de la Edad Media, existió un primer asentamiento establecido lamado Vararakn (Վարարակն, que significa "corriente veloz" en armenio), nombre que sería utilizado hasta 1847. 
En 1923 fue renombrada como Stepanakert por las autoridades de la Unión Soviética, en honor al bolchevique armenio Stepán Shaumián. Así, la ciudad se convirtió en la capital del Óblast autónomo del Alto Karabaj, un enclave armenio en territorio de la RSS de Azerbaiyán. En 1926 las autoridades locales diseñaron una ampliación de la ciudad con la coordinación del prominente arquitecto armenio Alexander Tamanián, las cuales se llevaron a cabo entre 1930 y 1960. También se construyeron escuelas politécnicas y colegios, además de un teatro dramático nombrado en honor a Máximo Gorki. 
Jankendi se convirtió también en un importante núcleo industrial, en 1940 Jankendi era la ciudad más importante de la región. Su población creció de 10 459 habitantes en 1939 a más de 30 000 en 1978.

### Guerra, disolución de la URSS e independencia
Las reformas económicas y políticas que Mijaíl Gorbachov comenzó a implantar en la URSS a partir de 1985 significaron para los armenios una oportunidad de reunificar Armenia y el Alto Karabaj. El 20 de enero de 1988 decenas de miles de armenios se manifestaron en la antigua Plaza Lenin de Jankendi (actual Plaza del Renacimiento) reclamando la incorporación del Óblast autónomo del Alto Karabaj a la RSS de Armenia, movimiento al que se oponían los dirigentes de la RSS de Azerbaiyán, que administraba la región. Las relaciones entre armenios y azeríes se fue tensando y deteriorando tanto que los casi todos los azeríes acabarían abandonando Jankendi. 
Después de que Azerbaiyán declarase su independencia de la URSS en 1991, Stepanakert fue renombrada por el nuevo gobierno azerí como Jankendi como parte de una campaña anticomunista y nacionalista conocida como "azerificación". 
Tras la primera guerra del Alto Karabaj, que se prolongó desde 1988 hasta 1994, la población de la ciudad descendió considerablemente, pasando de los 189 000 habitantes de antes del conflicto a los menos de 50 000 en 1992.
Durante la guerra, la ciudad sufrió graves daños a causa de los bombardeos azeríes, especialmente en 1992, cuando las tropas azeríes tomaron una base de misiles GRAD en las cercanías de la ciudad. No fue hasta la toma de Shusha por parte de las fuerzas armenias, el 9 de mayo de 1992, cuando cesaron los bombardeos terrestres. Con todo, los bombardeos aéreos continuaron hasta el fin de la guerra.
En 1994 se estableció un alto el fuego no oficial entre Armenia y Azerbaiyán.

### República de Artsaj

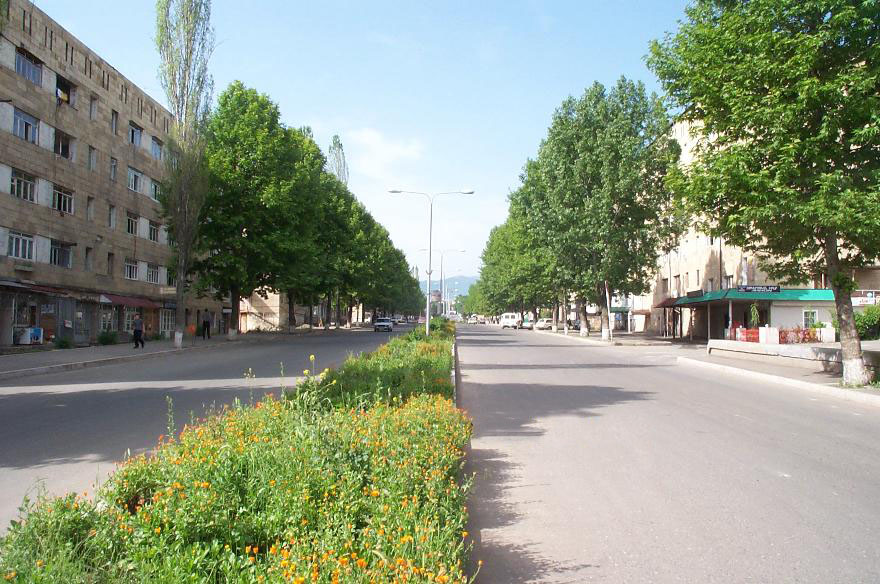
La ciudad de Jankendi en 2006 bajo control armenio

Entre 1991 y 2023 la ciudad fue administrada por la república de Artsaj, proclamada por los residentes de la zona, los cuales eran armenios. En 2020 Azerbaiyán tomó gran parte del territorio que hasta ese entonces controlaba Artsaj, sin embargo, en 2023 pierde el control de la ciudad y oficialmente se disuelve apenas inició el 2024.

### Toma por parte de Azerbaiyán en 2023
Los días 19 y 20 de septiembre de 2023, Azerbaiyán lanzó una nueva ofensiva en la región, que terminó con un alto el fuego y provocó un éxodo masivo de personas de etnia armenia unos días después. El 29 de septiembre de 2023, la policía del Ministerio del Interior de Artsaj dejó todas sus armas en Jankendi y abandonó por completo la región. Los vehículos de la policía azerbaiyana comenzaron a patrullar la zona el 29 de septiembre y se colocó la bandera azerbaiyana en el monumento de la ciudad Somos Nuestras Montañas. A partir del 1 de octubre, los funcionarios azerbaiyanos comenzaron a trabajar desde el antiguo cuartel general de la policía de Artsaj. Azerbaiyán asumió la responsabilidad de los servicios médicos en la ciudad y su área estaba cubierta por las redes móviles azerbaiyanas. Un equipo de noticias de Al Jazeera informó desde la ciudad más tarde ese día, mostrando calles desiertas en lo que el reportero describió como "un pueblo fantasma sin alma".

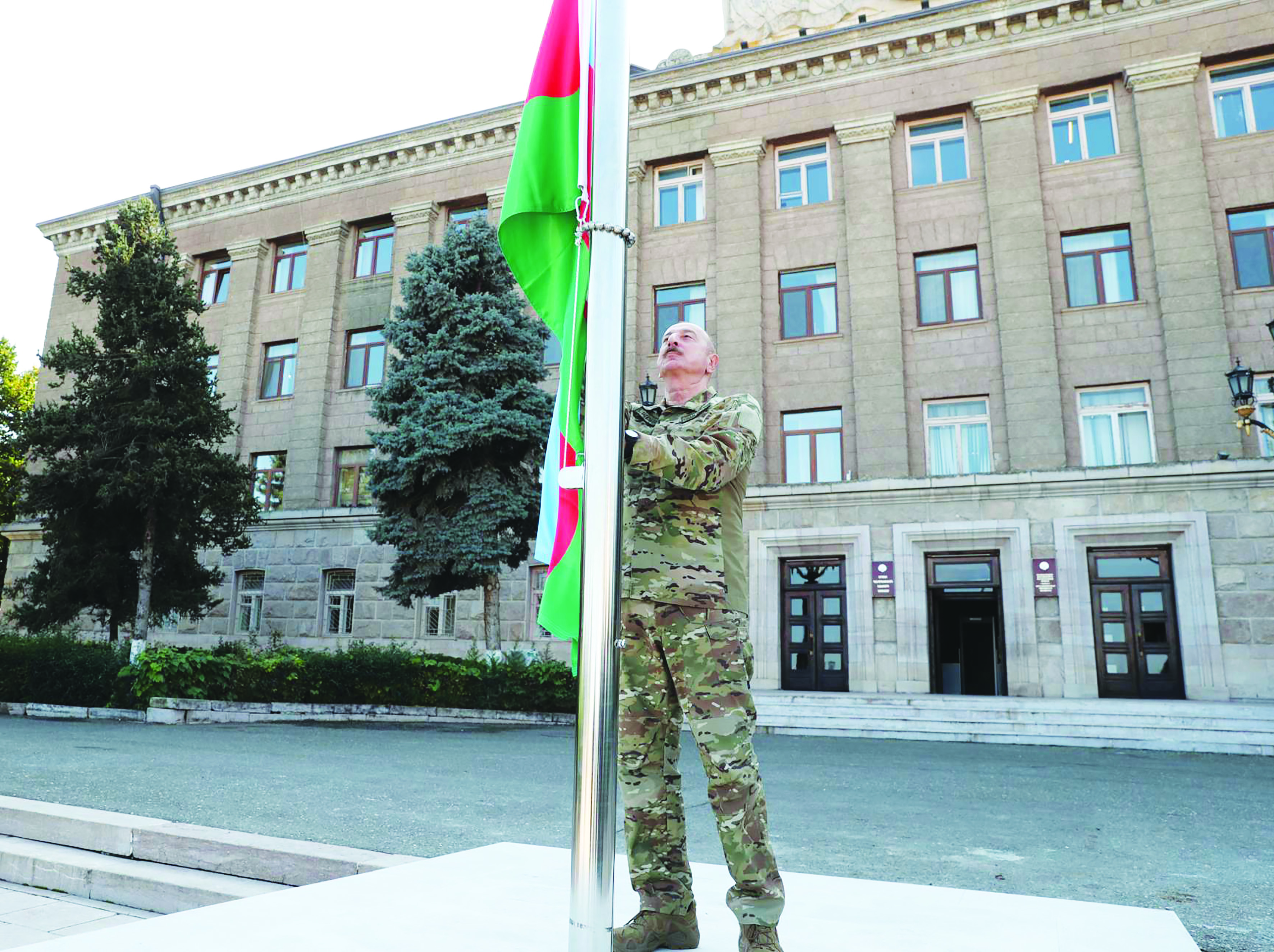
El presidente azerbaiyano Ilham Alíyev izando la bandera de su país en la ciudad en 2023.

El 15 de octubre de 2023, el presidente azerí, Ilham Alíyev, izó la bandera nacional de Azerbaiyán en la ciudad, renombrándola Jankendi.

## Economía, educación e instituciones culturales
Antes del conflicto entre Armenia y Azerbaiyán, Jankendi se destacaba principalmente por los productos de seda y la producción de vinos. La economía de la ciudad se vio seriamente afectada debido a la guerra, no obstante, y principalmente gracias a la diáspora armenia, tanto la actividad económica como el turismo han crecido de manera considerable. Muchos de los hoteles y complejos turísticos de la ciudad están dirigidos por extranjeros de origen armenio, como los australianos Jack Abolakian y John Iskenderian. 
Hay cinco instituciones de educación superior en la ciudad: la Universidad Estatal de Artsaj y otras cuatro universidades privadas. La Universidad Estatal fue fundada en 1969 como sucursal del Instituto Pedagógico de Bakú, la capital de Azerbaiyán. En 1973 fue renombrada como Instituto Pedagógico de Jankendi y en 1995, tras la guerra de Alto Karabaj, recibió su actual nombre. La UEA ofrece carreras en siete departamentos diferentes a una cantidad aproximada de 4500 estudiantes.
El Museo Estatal de Artsaj, situado en Jankendi, cuenta con una importante colección de artefactos antiguos y manuscritos cristianos con siglos de antigüedad.

## Transporte
La ciudad es servida por un número regular de líneas de minibús y autobús moderno que reemplazaron a los viejos buses de la época de la Unión Soviética, estos buses ofrecen viajes a otros lugares de Alto Karabaj que parten desde la ciudad.
Jankendi es servida por su propio aeropuerto. El aeropuerto lleva muchos años de servicio pero durante la Guerra de Alto Karabaj fue destruido; en 2009 empezó su reconstrucción y se esperaba entrara de nuevo en operaciones en 2011 pero fue pospuesto a 2012 aunque aún sigue estando cerrado por razones políticas.
La ciudad cuenta con una línea de ferrocarril que la comunica con Yevlax en el recorrido entre Bakú y Tiflis, sin embargo Azerbaiyán abandonó los viajes desde el inicio de la guerra.

## Demografía y religión
Durante la era soviética no había cultos tradicionales en Jankendi, aunque muchos de sus habitantes procedían de familias creyentes en la Iglesia apostólica armenia. Los fieles acudían a rezar en la Casa de la Cultura de la ciudad. No obstante, también hay en la ciudad una iglesia que data del siglo XVIII, pero no está abierta al culto. En 2006 se comenzó a construir un nuevo templo en la ciudad, con grandes aportaciones económicas procedentes de la diáspora armenia en Estados Unidos.

## Deportes
El fútbol es el deporte más popular en el Alto Karabaj, y por ende en Jankendi. Debido a ello, la ciudad cuenta con un estadio de fútbol perfectamente equipado. Desde mediados de la década de 1990 hasta 2023, los equipos de fútbol de la ciudad competían en diferentes categorías de la República de Armenia. El equipo de fútbol más representativo de Jankendi era el Lernayin Artsakh FC, que participaba en la Liga Nacional de Artsaj, competición iniciada en 2009.
La selección nacional de fútbol (no reconocida) del Alto Karabaj fue creada en 2012. El primer encuentro fue contra la selección de Abjasia, otro Estado no reconocido por la mayoría de la comunidad internacional, que se disputó en septiembre del mismo año en la ciudad de Sujumi, capital de dicho país situada a orillas del mar Negro. Días después se volvieron a enfrentar ambas selecciones, esta vez en el Estadio Republicano "Stepán Shaumián".
Los otros principales deportes de la ciudad son el baloncesto y el voleibol.

## Ciudades hermanadas
Jankendi se encuentra hermanada con las siguientes ciudades:
- Montebello (Estados Unidos)